# Alphabet
Alphabet Inc. är ett amerikanskt multinationellt konglomerat som är moderbolag till dotterbolagen Calico, Capitalg, Chronicle, Deepmind, Google, Google Fiber, GV, Jigsaw, Nest Labs, Sidewalk Labs, Verily, Waymo och X Development, grundat 2015. 
Den 11 augusti 2015 meddelade Googles medgrundare och VD Larry Page att man skulle grunda ett moderbolag till Google. Syftet var att göra Google till ett renodlat företag som erbjuder tjänster inom informationsteknik, och som inte är delaktigt i de andra bolagen som arbetar med helt skilda produkter och produktområden – bland annat Google Glass och Googles självkörande bilar – samt bedriver forskning inom medicinsk teknik och medicinsk vetenskap. Konglomeratet grundades 2 oktober samma år.

Alphabets koncernstruktur.